# LAHS

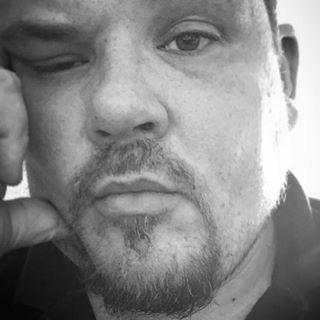
LAHS, 2017

LAHS (bürgerlich Lars Murach; * 10. September 1974 in Hilden) ist ein deutscher Cartoonist und Karikaturist.

## Werdegang
Der Werbekaufmann verbrachte 37 Jahre seines Lebens in Langenfeld/Rheinland und lebt heute mit seiner Familie in Frankfurt am Main.
Nach seinem Abitur am Konrad-Adenauer-Gymnasium in Langenfeld absolvierte er eine Ausbildung zum Werbekaufmann und zeichnet seit seiner frühen Schulzeit Cartoons, Karikaturen und Comicstrips. Seine Zeichnungen wurden in diversen Tageszeitungen wie zum Beispiel der Rheinischen Post, der Marbacher Zeitung, im Satiremagazin „Eulenspiegel“ sowie in diversen Schulbüchern des Klett-Verlags veröffentlicht. Im Rahmen der Ausstellung „Als das Altbier noch jung war“ wurde im Jahr 2013 ein Cartoon von LAHS im Clemens-Sels-Museum in Neuss präsentiert.

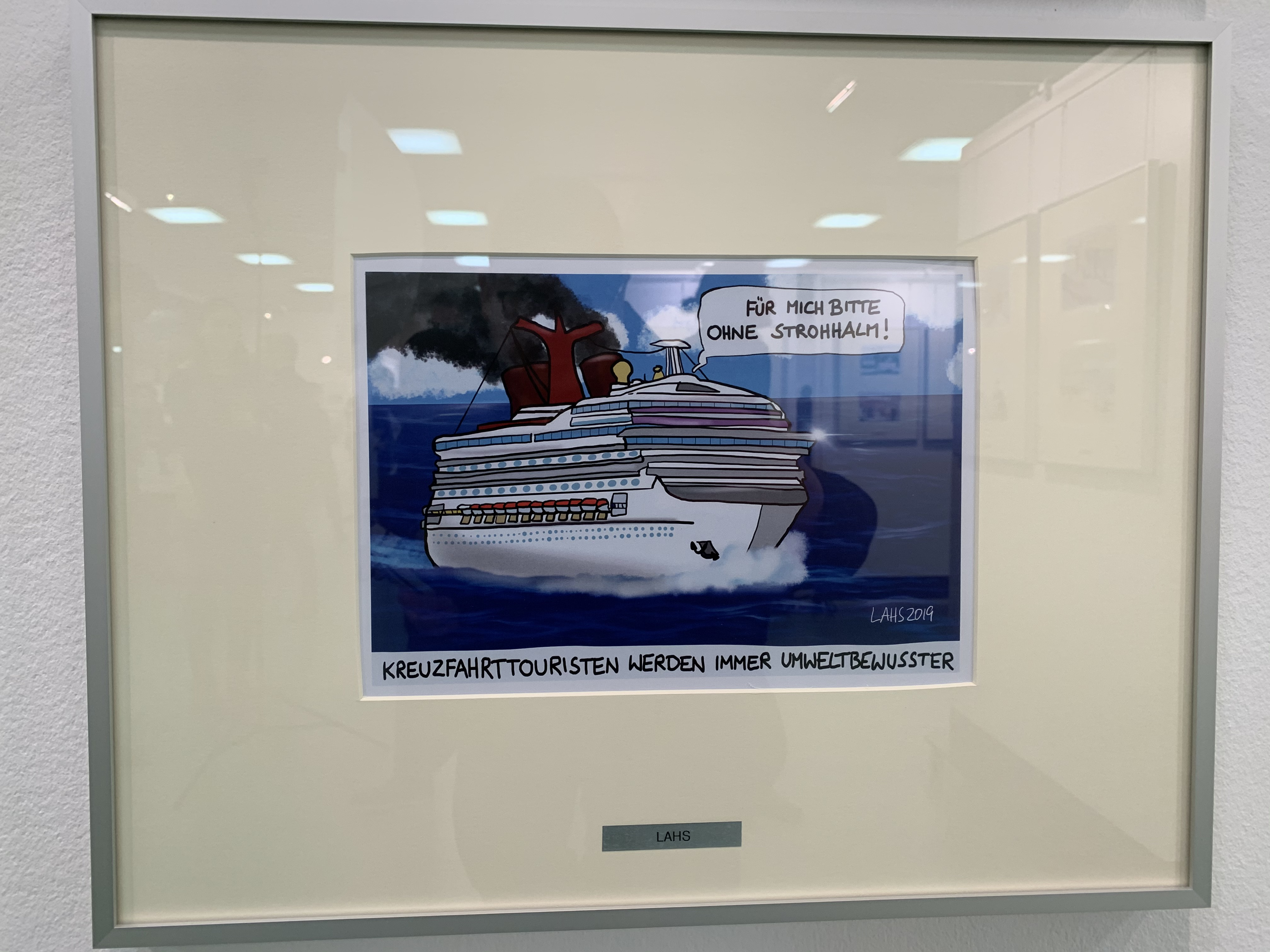
Karikatur „Strohhalm“ – ausgezeichnet mit dem „Geflügelten Bleistift“ beim Deutschen Karikaturenpreis in Dresden 2019

Im Jahr 2019 wurde LAHS in Dresden mit dem Deutschen Karikaturenpreis als „Bester Newcomer“ ausgezeichnet und erhielt einen „Geflügelten Bleistift“ für die Karikatur „Strohhalm“.
Weitere seiner Werke wurden im Rahmen der Ausstellungen zum Deutschen Karikaturenpreis im „Haus der Presse“ in Dresden, im Deutschordensmuseum in Bad Mergentheim, im Schloss Agathenburg sowie im Schleswig-Holstein-Haus in Schwerin ausgestellt.

## Veröffentlichungen in Büchern
- Altbier am Niederrhein. Greven Verlag Köln, 2013. ISBN 978-3-7743-0608-0
- Deutscher Karikaturenpreis 2019: Prima Klima. DDV Mediengruppe, 2019. ISBN 978-3-910175-31-0
- Ansteckende Cartoons. Havengalerie, 2020. ISBN 978-3-00-065791-7
- Deutscher Karikaturenpreis 2020: Weniger ist mehr. Bremer Tageszeitungen AG und DDV Mediengruppe, 2020. ISBN 978-3-9821818-2-0
- Früh shoppen gehen. Katalog zur Ausstellung 2021 in Essen
- VERDAMMT HEISS! Cartoons for Future. Holzbaum Verlag, 2022. ISBN 978-3-902980-97-7
- Rette sich, wer kann! Karikaturenpreis "Sächsisch vergoldet". Galerie Komische Meister, 2023
- Liedberger Cartoontage, Katalog. Katalog zur Ausstellung, 2023
- Deutscher Karikaturenpreis 2024: "Feierabend?". DDV Mediengruppe, 2024. ISBN 978-3-948916-32-9

## Ausstellungen
- Als das Altbier noch jung war. Clemens Sels Museum, Neuss, 2013.
- Deutscher Karikaturenpreis 2019: Prima Klima,  Dresden, Bremen, Schwerin, Bad Mergentheim, Agathenburg 2019.
- Deutscher Karikaturenpreis 2020: Weniger ist mehr,  Dresden, Bremen, Agathenburg, 2019.
- Ansteckende Cartoons,  Havengalerie, Bremen, 2020.
- Einzelausstellung FRÜH SHOPPEN GEHEN, Brauhaus Der Löwe, Essen, 2021.
- VERDAMMT HEISS!, Galerie der komischen Künste, Wien, 2022.[1]
- Rette sich, wer kann! Karikaturenpreis "Sächsisch Vergoldet". Pirna, 2023[2]
- Liedberger Cartoontage. Liedberg, 2023[3]
- Ausstellung der Rheinischen Humorverwaltung, Galerie Töchter & Söhne. Düsseldorf, 2024[4]
- Deutscher Karikaturenpreis 2024: "Feierabend?",  Haus der Presse, Dresden, 2024[5]